# Ligur nyelv

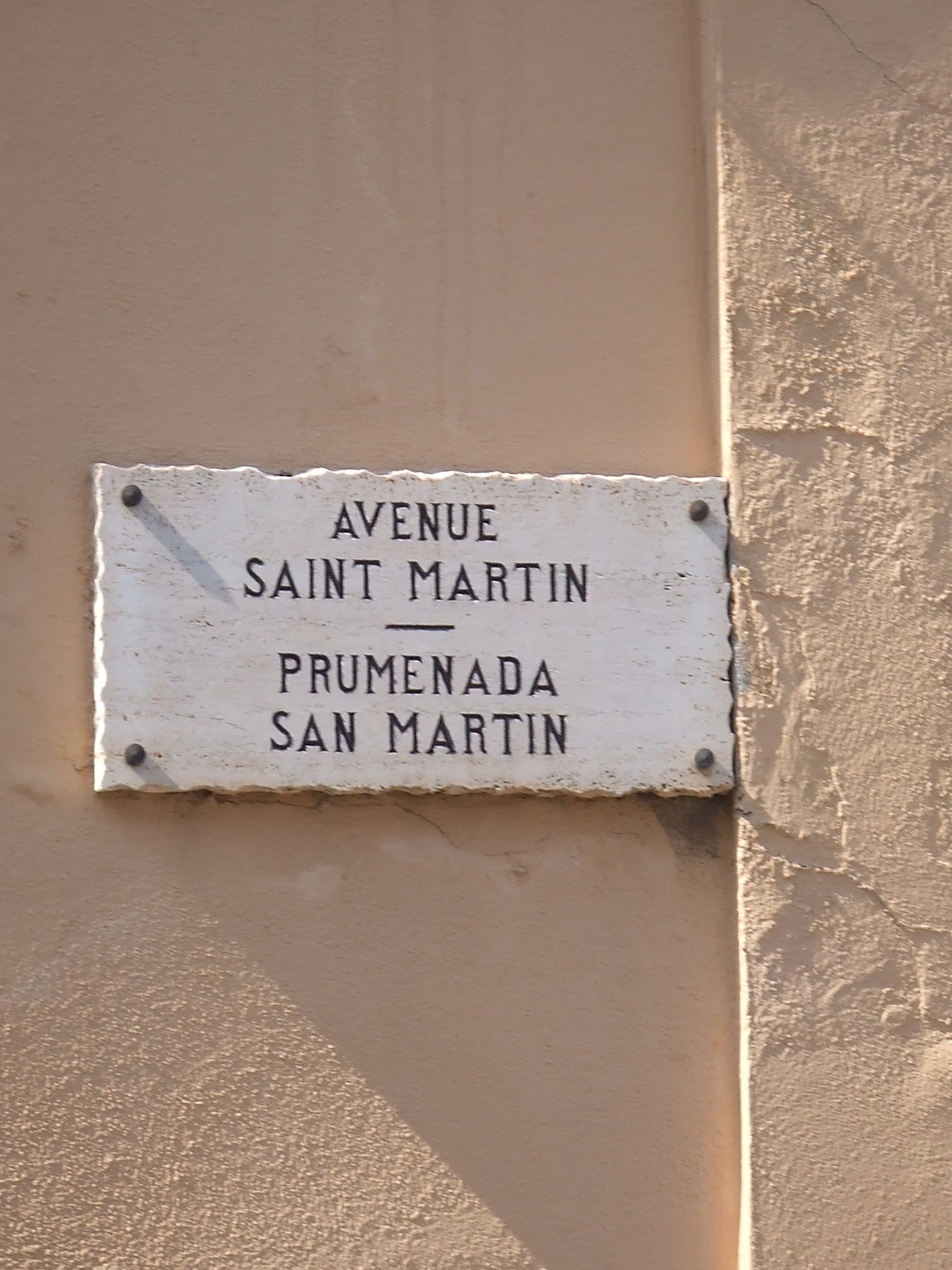
Francia–ligur (monacói) kétnyelvű utcanévtábla Monacóban

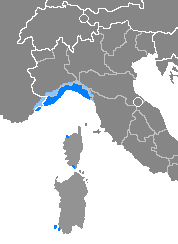
Ligur

A ligur nyelv (saját elnevezése lìguru vagy lengua/léngoa ligure; nem tévesztendő össze az ókori itáliai liguri nyelvvel) nyelvjárások formájában élő újlatin nyelvváltozat, amelyet az olaszországi Liguriában, Franciaországban, Monacóban, valamint Szardínia délnyugati csücskében mintegy 1,9 millióan beszélnek, kétnyelvűségben a sztenderd olasszal, illetve a franciával. Legközelebbi rokonságban a többi galloitáliai dialektussal áll, főként az emilián–romanyol nyelvvel és a lombard nyelvjárásokkal. Hangtanilag a rétoromán dialektusokkal, az okcitánnal és a franciával, nyelvtanilag és szókincs tekintetében az olasszal mutat egyezéseket. Legjelentősebb nyelvjárása a genovai, melynek szabályozására 1970 óta működik az Académia Ligùstica do Brénno. Legtávolabbi dialektusa közé tartozik a monacói nyelv (Munegascu), amelyről megoszlanak a vélemények valóban lehet-e nyelvnek tekinteni a ligur mellett.

## Főbb jellemzői
Magánhangzórendszere hangsúlyos szótagban 9 hangszínt tartalmazhat, melyek hosszúsága jelentésmegkülönböztető szerepű, vagyis összesen 18 fonémát jelent: /a, e, ɛ, i, o, ɔ, ø, u, y/, illetve /aː, eː, ɛː, iː, oː, ɔː, øː, uː, yː/. Sajátosságai közé tartozik, hogy a latin hosszú Ū ü-vé alakult (mint a franciában). További jellegzetessége, hogy a hangsúlyos és a hangsúlytalan magánhangzó egyaránt lehet rövid és hosszú is; ugyanakkor a rövid magánhangzót csak hangsúlyos helyzetben jelölik – zárt (´) vagy nyílt (`) – ékezettel.
A magánhangzók átírása a következő (genovai):
- a, à = rövid á
- â = hosszú magyar á
- è = rövid nyílt e
- æ = hosszú nyílt e
- e, é = rövid zárt e
- ê = hosszú magyar é
- i, ì = rövid i
- î = hosszú magyar í
- ò = rövid nyílt o
- ö = hosszú nyílt o
- o, ó = rövid u
- ô = hosszú magyar ú
- u, ù = rövid magyar ü
- û = hosszú magyar ű

A mássalhangzók közül a latin BL-, PL-; FL-; CL-, GL- csoportok palatalizálódtak:
- BL/GL > [d͡ʒ]: BLASPHEMA > giástemma (vö. spanyol lástima), GLAREA > giæra
- CL/PL > [t͡ʃ]: CLAMARE > ciamâ (vö. spanyol llamar és portugál chamar)
- FL > [ʃ]: FLORE > sciu

Számos egyszerű latin mássalhangzó eltűnt magánhangzók közötti helyzetben, amely szintén a galloromán nyelvekre jellemző.
A mássalhangzók átírása hasonló az olaszéhoz, a következő eltérésekkel:
- ç = sz hangot jelöl e és i előtt
- s = ejtése mindig sz, kivétel zöngés mássalhangzó előtt, ahol z
- z = ejtése z
- x = ejtése zs

A határozott névelő egyes számban hímnemben o, nőnemben a, magánhangzós szókezdet előtt mindkettő l’; többes számban i és e. A határozatlan névelő alakjai: hímnemben un/unn, nőnemben una. A többes szám képzése az olaszéhoz hasonlóan történik.
Tőszámnevek 1-től 10-ig: un, duî, tréi, cuattrù, çinque, séi, sette, oetto, neuve, dexe.

## Nyelvi példák
- Az Emberi Jogok Egyetemes Nyilatkozata 1. cikkelye:

Tùtti i òmmi nàscian lìberi e pægi in dignitæ e drîti. Son dotæ de raxon e de conscensa e dêvan agî i-ûn verso i-âtri inte’n spirrito de fraternitæ.
„Minden ember szabadon születik, és egyenlő méltósága és joga van. Ésszel és lelkiismerettel bírván egymással szemben testvéri szellemben kell viselkedniük”